# Шевела Любов Трохимівна
Любов Трохимівна Шевела (нар. 18 листопада 1936, село Антонівка, тепер Кагарлицького району Київської області) — українська радянська діячка, голова виконкому Леонівської сільської ради Кагарлицького району Київської області. Депутат Верховної Ради УРСР 9—10-го скликань.

## Біографія
Освіта середня.
З 1954 року — секретар виконавчого комітету Леонівської сільської ради депутатів трудящих Кагарлицького району Київської області.
З 1965 року — голова виконавчого комітету Леонівської сільської ради депутатів трудящих Кагарлицького району Київської області.
Член КПРС з 1966 року.
Потім — на пенсії в селі Антонівці Кагарлицького району Київської області.

## Нагороди
- ордени
- медалі